# Stone Music Entertainment
Stone Music Entertainment ist ein südkoreanisches Unterhaltungsunternehmen und Plattenlabel. Die Marke gehört zur CJ E&M Music Content Division der CJ Group. Aktuelle Topstars, die von Stone Music vermarktet werden, sind unter anderem T-ara, SG Wannabe, CN Blue, und F.T. Island.
Ehemals hieß das Label Mnet Media, bis es 2011 in CJ Entertainment & Media (CJ E&M) aufging. Seit April 2018 heißt die Marke Stone Music Entertainment.